# فيليبا غيل
فيليبا غيل (بالإنجليزية: Philippa Gail)‏ هي ممثلة بريطانية، ولدت في 16 أغسطس 1942 في بيشوب ستورتفورد ‏ في المملكة المتحدة، وتوفيت في 26 يوليو 1999 في دورست في المملكة المتحدة.

## وصلات خارجية
- فيليبا غيل على موقع IMDb (الإنجليزية)
- فيليبا غيل على موقع أول موفي (الإنجليزية)
- فيليبا غيل على موقع قاعدة بيانات الفيلم (الإنجليزية)
- فيليبا غيل على موقع كينوبويسك (الروسية)